# Lars Bonander
Lars Bonander, född 1706, död 16 februari 1749 i S:t Laurentii församling, Östergötlands län, var borgmästare i Söderköping.

## Biografi
Lars Bonander föddes omkring 1706. Han blev 1733 borgmästare i Söderköpings stad och var en framstående medlem av Hattpartiet. Bonander avled 1749 av slag i Söderköping.